# Kwaw Ansah
Pour les articles homonymes, voir Ansah.
Kwaw Ansah (né en 1941 à Agona Swedru, dans le district d'Agona, au Ghana) est un réalisateur, producteur et scénariste ghanéen. Il est principalement connu pour deux de ses films, Love Brewed in the African Pot (1980) et Heritage Africa (1988). Ses films ont remporté de nombreux prix dans des festivals internationaux de cinéma.

## Biographie
Kwaw Ansah fait partie d'une famille d'artistes dont plusieurs travaillent dans le cinéma. L'un de ses frères, Tumi Ebow Ansah, est acteur, de même qu'un de ses neveux, Joey Ansah. Un autre de ses frères, Kofi Ansah, est couturier. Un autre de ses neveux, Ryan Ansah, est musicien.

## Filmographie
- 1980 : Love Brewed in the African Pot (long métrage - réalisation, scénario)
- 1988 : Heritage Africa (long métrage - réalisation, scénario, production)
- Crossroads of the People, Crossroads of Trade (documentaire - réalisation)
- 1992 : Harvest at 17 (long métrage - réalisation)